# Inženir
Inženír je strokovnjak za tehniko z višjo ali visoko izobrazbo tehniških fakultet. Včasih je bilo znanje inženirjev splošno, danes usmerjajo svojo dejavnost v posamezne stroke: gradbeni inženir, informatik ali inženir informatike, elektroinženir ali inženir elektrotehnike, strojni inženir ali inženir strojništva, gozdarski inženir, aeronavtični inženir ali inženir aeronavtike, ...

## Nazivi
Prvotno je bil naziv inženir namenjen diplomantom tehničnih fakultet (največkrat 4 leta študija).
Po uvedbi dvostopenjskega študija  je bil naziv inženir dosežen z zaključkom študija na višji šoli oziroma tako imenovani »prvi stopnji« fakultetnega študija, ki se je zaključil po dveh ali po dveh in pol letih in je dajal izobrazbo VI. stopnje. »Druga stopnja« oziroma štiriletni študij pa je pripeljal do naziva diplomirani inženir s VII. stopnje izobrazbe.
Po spremembi visokošolskega sistema (šolsko leto 1996/1997) so bile v Sloveniji vpeljane Višje strokovne šole, ki so lahko Javne višje strokovne šole (običajno v sklopu srednješolskih centrov) ali pa Koncesionirane višje strokovne šole. Programi so zasnovani kot posebna oblika terciarnega izobraževanja in so izrazito poklicno naravnani. Prav po tem se razlikujejo od visokošolskega (univerzitetnega in visokošolskega strokovnega) študija. Kar 40 % programa je namenjenega praktičnemu usposabljanju v podjetjih. Programi so dveletni ter omogočajo pridobitev višje strokovne izobrazbe za delo v poklicih, navedenih v nomenklaturi poklicev, med drugim tudi naziv inženir.
Univerzitetni študij pa je bil razdeljen na visokošolski program (običajno tri leta), ki na tehniških fakultetah daje naziv diplomirani inženir ter popolni univerzitetni študij, ki pripelje do naziva univerzitetni diplomirani inženir.
Nekdanji naziv dipl. inž. je tako postal univ. dipl. inž.

### Bolonjska reforma
Po Bolonjski reformi so programi in nazivi:
- Visokošolski strokovni študijski program 1. stopnje (3 leta) z nazivom diplomirani inženir (ustrezne smeri) (VS) z okrajšavo dipl.inž. [smer] (VS)
- Univerzitetni študijski program 1. stopnje (3 leta) z nazivom diplomirani inženir (ustrezne smeri) z okrajšavo dipl.inž.[smer] (UN)
- Magistrski študijski program 2. stopnje (2 leti) z nazivom magister inženir (ustrezne smeri) z okrajšavo mag.inž.[smer] za imenom in priimkom.